# Proceso de pensamiento
El proceso de pensamiento, también conocido como «el proceso», es una filosofía que se basa en la preparación y el trabajo duro para conseguir el mejor resultado, y es bastante popular en los deportes profesionales. Los practicantes del proceso de pensamiento se centran en el ahora, en lugar de en los sucesos pasados o los resultados futuros, y creen que todas las acciones que uno toma en la vida, independientemente de lo triviales que puedan parecer, afectan al resultado deseado. Esta filosofía se popularizó gracias al entrenador de fútbol americano Nick Saban.

## Historia
El mecanismo del paso a paso del proceso de pensamiento es una parte destacada del pensamiento cognitivo conductual, que fue desarrollado por el psiquiatra Aaron Beck. En la década de los sesenta, Beck desarrolló una terapia que se basaba en la idea de que los pensamientos afectan a los sentimientos y que los buenos hábitos mentales se desarrollan, sistemáticamente, paso a paso.

## Su uso en el entrenamiento
Nick Saban formuló un proceso de pensamiento dentro del marco del fútbol americano, con la ayuda del profesor de Psiquiatría Lionel Rosen, cuando Saban era el entrenador en jefe en la Universidad Estatal de Míchigan. Saban y Rosen cogieron tareas complicadas, como partidos de fútbol o temporadas enteras, y las desglosaron en piezas más pequeñas y manejables. Rosen destacó que la jugada de fútbol promedio dura solo siete segundos, por lo que los entrenadores y jugadores deben concentrarse solo en esos segundos, descansar entre jugadas y luego volver a repetirlo todo otra vez.
En el tiempo en el que trabajó con los LSU (Louisiana State University), los Miami Dolphins y más tarde con la Universidad de Alabama, Seban pulió este enfoque sistemático y lo extendió para incluir todos los aspectos de la gestión de un programa de entrenamiento de fútbol, y lo llamó «el Proceso». Un elemento crucial del proceso de Saban es la realización de expectativas claramente definidas para sus jugadores, no solo en el campo, sino también académica y personalmente (incluyendo un código de vestimenta) que se revisa durante todo el año.
El proceso de Nick Saban apareció en «El obstáculo es el camino», de Ryan Holiday, donde se compara con la filosofía estoica.
Saban ha llevado a sus equipos a liderar numerosos campeonatos, seis de la Liga Nacional, cinco con los Alabama y uno con los LSU. Gran parte del mérito del continuo éxito de Saban ha sido otorgado al Proceso.
Otros entrenadores, jugadores y gerentes generales, como el entrenador en jefe de los Chicago Bears, John Fox; el entrenador de fútbol de los A&M Aggies, Jimbo Fisher, y el entrenador en jefe del equipo de baloncesto de la Universidad de Texas, Shaka Smart, también han pedido a sus equipos que «sigan el proceso».

## Miembros relevantes
- Sam Hinkie
- Nick Saban
- Bill Belichick
- John Fox
- Jimbo Fisher[14]
- Jim McElwain[15]
- Shaka Smart
- Matt Campbell